# Чернецький Микола Миколайович
Микола Миколайович Чернецький  (рос. Николай Николаевич Чернецкий, 29 листопада 1959) — радянський легкоатлет, олімпійський чемпіон.

## Виступи на Олімпіадах
| Олімпіада   | Дисципліна              | Місце     |
| ----------- | ----------------------- | --------- |
| Москва 1980 | біг на 400 метрів       | 6 h1 r3/4 |
| Москва 1980 | естафета 4 x 400 метрів | 1         |